# Poścień-Wieś
Poścień-Wieś – wieś sołecka w Polsce położona w województwie mazowieckim, w powiecie przasnyskim, w gminie Chorzele.
W latach 1975–1998 miejscowość administracyjnie należała do województwa ostrołęckiego.
Wierni Kościoła rzymskokatolickiego należą do parafii św. Mikołaja w Chorzelach.
Najwyższe wzniesienie Sobiepan liczy 269 m n.p.m.